# Campionati mondiali di tiro 1901
I campionati mondiali di tiro 1901 furono la quinta edizione dei campionati mondiali di tiro e si disputarono a Lucerna. Questa edizione fu organizzata dall'ISSF e dalla federazione di tiro svizzera. La nazione più medagliata fu la Svizzera.

## Risultati

### Uomini

#### Carabina
| Evento                     | Oro                                                                                         | Oro       | Argento                                                                               | Argento   | Bronzo                                                                          | Bronzo    |
| Evento                     | Atleta                                                                                      | Risultato | Atleta                                                                                | Risultato | Atleta                                                                          | Risultato |
| 300m 3 posizioni           | Emil Kellenberger                                                                           | 948       | Konrad Stäheli                                                                        | 931       | Henrik Sillem                                                                   | 917       |
| 300m a terra               | Emil Kellenberger                                                                           | 341       | Maurice Lecoq                                                                         | 338       | Achille Paroche                                                                 | 337       |
| 300m in ginocchio          | Konrad Stäheli                                                                              | 339       | Emil Kellenberger                                                                     | 334       | Alfred Grütter                                                                  | 318       |
| 300m in piedi              | Cesare Valerio                                                                              | 305       | Jean Prem                                                                             | 304       | Maxime Lardin                                                                   | 300       |
| 300m 3 posizioni a squadre | Svizzera Alfred Grütter Emil Kellenberger Konrad Stäheli Heinrich Schellenberg Achille Roch | 4567      | Paesi Bassi Gustave Koster Remi de Block Antonius Bouwens Uylke Vuurman Henrik Sillem | 4398      | Francia Auguste Cavadini Maxime Lardin Maurice Lecoq Achille Paroche Raphaël Py | 4386      |

#### Pistola
| Evento        | Oro                                                                        | Oro       | Argento                                                                     | Argento   | Bronzo                                                                                               | Bronzo    |
| Evento        | Atleta                                                                     | Risultato | Atleta                                                                      | Risultato | Atleta                                                                                               | Risultato |
| 50m           | Karl Hess                                                                  | 443       | Louis Richardet                                                             | 439       | Raphaël Py                                                                                           | 432       |
| 50m a squadre | Svizzera Karl Hess Paul Probst Karl Roderer Louis Richardet Konrad Stäheli | 2159      | Francia Louis Duffoy Achille Paroche Maurice Faure Raphaël Py Jules Trinité | 2082      | Italia Lorenzo Borgogelli Cristoforo Buttafava Giuseppe Giuliozzi Aventino Righini Roberto Tagliabue | 1901      |

## Medagliere
Nazione ospitante
| Posiz. | Nazione                | Oro | Argento | Bronzo | Totale |
| ------ | ---------------------- | --- | ------- | ------ | ------ |
| 1      | Svizzera               | 6   | 3       | 1      | 10     |
| 2      | Italia                 | 1   | 0       | 1      | 2      |
| 3      | Francia                | 0   | 2       | 4      | 6      |
| 4      | Paesi Bassi            | 0   | 1       | 1      | 2      |
| 5      | Template:AUT 1867-1867 | 0   | 1       | 0      | 1      |